# Martin Birch
Martin Birch (Woking, 27 de diciembre de 1948 - 9 de agosto de 2020) fue un ingeniero de sonido y productor discográfico británico, reconocido por su trabajo con bandas de rock y heavy metal como Iron Maiden, Rainbow, Black Sabbath, Deep Purple y Whitesnake.

## Carrera
Martin Birch alcanzó fama internacional como ingeniero de sonido y productor de las bandas británicas Iron Maiden y Deep Purple. Birch también ha sido productor e ingeniero de algunas bandas y artistas relacionados con Deep Purple como (Rainbow, Paice, Ashton & Lord, Whitesnake, Roger Glover, Jon Lord), pero también ha trabajado para grupos como Fleetwood Mac, Black Sabbath o Blue Öyster Cult, entre otros.
Se retiró en 1992, después de producir el álbum Fear of the Dark de Iron Maiden, realizando muy ocasionales trabajos en la década de 2000.
Birch falleció el 9 de agosto de 2020 a los 71 años. La noticia fue confirmada por el músico David Coverdale, quien expresó sus condolencias en las redes sociales. Iron Maiden emitieron un comunicado lamentando la noticia. Bruce Dickinson comentaría "...Me entristece mucho escuchar esta noticia, es increíble que haya fallecido a una edad tan joven para un hombre tan lleno de vida". Steve Harris también se pronunció diciendo "...era fantástico para motivar a la gente; simplemente tenía la habilidad de sacar lo mejor de ti. También era un hombre muy agradable, muy divertido con un gran sentido del humor y eso hizo que fuera fácil trabajar con él".

## Discografía seleccionada
Fuente: Discogs

### Para Fleetwood Mac
- 1969 Then Play On (ingeniero)
- 1970 Kiln House (ingeniero)
- 1971 Future Games (ingeniero)
- 1972 Bare Trees (ingeniero)
- 1973 Penguin (productor, ingeniero, mezclas)
- 1973 Mystery to Me (productor, ingeniero, guitar)

### Para Deep Purple
- 1969 Concerto for Group and Orchestra (ingeniero)
- 1970 Deep Purple in Rock (ingeniero)
- 1971 Fireball (ingeniero)
- 1972 Machine Head (ingeniero)
- 1972 Made in Japan (ingeniero)
- 1973 Who Do We Think We Are (ingeniero)
- 1974 Burn (ingeniero, mezclas)
- 1974 Stormbringer (productor, ingeniero, mezclas)
- 1975 Come Taste the Band (productor, ingeniero, mezclas)
- 1976 Made in Europe (productor, ingeniero, mezclas)
- 1977 Last Concert in Japan (productor, ingeniero)

### Para Wishbone Ash
- 1970 Wishbone Ash (ingeniero)
- 1971 Pilgrimage (ingeniero)
- 1972 Argus (ingeniero)

### Para Rainbow
- 1975 Ritchie Blackmore's Rainbow (productor, ingeniero, mezclas)
- 1976 Rising (productor, ingeniero, mezclas)
- 1977 On Stage (productor, ingeniero, mezclas)
- 1978 Long Live Rock 'n' Roll (productor, ingeniero, mezclas)
- 1986 Finyl Vinyl (productor)

### Para Whitesnake
- 1978 Snakebite (productor)
- 1978 Trouble (productor)
- 1978 Live at Hammersmith (productor)
- 1979 Lovehunter (productor, ingeniero)
- 1980 Ready an' Willing (productor, ingeniero, mezclas)
- 1980 Live... in the Heart of the City (productor, ingeniero) - grabado en vivo en 1978 y 1980
- 1981 Come an' Get It (productor, ingeniero, mezclas)
- 1982 Saints & Sinners (productor, ingeniero, mezclas)
- 1984 Slide It In (productor)

### Para Black Sabbath
- 1980 Heaven and Hell (productor, ingeniero)
- 1981 Mob Rules (productor, ingeniero)

### Para Blue Öyster Cult
- 1980 Cultösaurus Erectus (productor, ingeniero)
- 1981 Fire Of Unknown Origin (productor, ingeniero)

### Para Iron Maiden
- 1981 Killers (productor, ingeniero)
- 1982 The Number of the Beast (productor, ingeniero)
- 1983 Piece of Mind (productor, ingeniero, mezclas)
- 1984 Powerslave (productor, ingeniero, mezclas)
- 1985 Live After Death (productor, ingeniero, mezclas)
- 1986 Somewhere in Time (productor, ingeniero)
- 1988 Seventh Son of a Seventh Son (productor, ingeniero, mezclas)
- 1990 No Prayer for the Dying (productor, ingeniero, mezclas)
- 1992 Fear of the Dark (productor, ingeniero, mezclas)
- 1994 Maiden England '88 (productor, ingeniero, mezclas)

### Para otros artistas
- 1969 Jeff Beck - Beck-Ola (Cosa Nostra) (ingeniero)
- 1970 Peter Green - The End of the Game (ingeniero)
- 1970 The Groundhogs - Thank Christ for the Bomb (ingeniero)
- 1971 Canned Heat y John Lee Hooker - Hooker 'N' Heat (ingeniero)
- 1971 Jon Lord - Gemini Suite (ingeniero)
- 1971 Skid Row - 34 Hours (ingeniero)
- 1971 Toad - Toad (ingeniero)
- 1971 Faces - Long Player (ingeniero)
- 1972 Silverhead - Silverhead (productor)
- 1972 Toad - Tomarrow Blue (ingeniero)
- 1972 Flash - Flash (ingeniero)
- 1972 Flash - In the Can (ingeniero)
- 1973 Gary Moore - Grinding Stone (productor, ingeniero)
- 1974 Tony Ashton & Jon Lord - First of the Big Bands (ingeniero)
- 1976 Jon Lord - Sarabande (productor, ingeniero, remezclas)
- 1977 Paice, Ashton & Lord - Malice in Wonderland (ingeniero)
- 1978 The Electric Chairs-"The Electric Chairs"(productor)
- 1978 Wayne County & the Electric Chairs - Storm The Gates Of Heaven (productor)
- 1978 Wayne County & the Electric Chairs - Blatantly Offensive E.P. (productor)
- 1978 Roger Glover - Elements (productor)
- 1979 Cozy Powell - Over the Top (productor)
- 1982 Michael Schenker Group - Assault Attack (productor, ingeniero)
- 2008 Branimir Piljic Rocks & Roll's - Number One (productor)